# The Jane
The Jane was een sterrenrestaurant, geopend van 2014 tot 2025 aan het Paradeplein in het Groen Kwartier van de wijk Haringrode van het Antwerpse district Antwerpen.

## Geschiedenis
Het restaurant werd reeds begin 2011 door Nick Bril en Sergio Herman gepland, beiden van het toen nog actieve restaurant Oud Sluis in het Zeeuws-Vlaamse Sluis. De locatie in het centrum van Antwerpen werd enkele maanden later aangereikt door Job Smeets van Studio Job. Het betrof de centrale kapel van het voormalige militaire ziekenhuis, in het Groen Kwartier in de Antwerpse wijk Haringrode. Op 22 december 2013 sloot Sergio Herman zijn restaurant Oud Sluis.
Op 25 maart 2014 openden Herman en Bril de deuren van The Jane. Piet Boon tekende het interieur. De blikvanger is een kroonluchter van 800 kilo met 150 lichtpunten. De ontwerper is PSLAB uit Beiroet.
Acht maanden na de opening, op 24 november 2014, kreeg de zaak een Michelinster, op 14 december 2015 volgde de tweede Michelinster bij de presentatie van de Michelingids 2016.
In de jaarlijkse lijst van The World’s 50 Best Restaurants staat The Jane in 2017 op de 74ste plaats.
In 2021 stapte Sergio Herman uit de zaak en werd Nick Bril de enige eigenaar.
In juli 2022 klimt The Jane in de lijst ‘The World’s 50 Best Restaurants’ naar plek 23.
The Jane sloot definitief de deuren op 16 maart 2025.